# Bátai György (lelkész, ?–1672)
Bátai György (? – Zilah, 1672) református lelkész.

## Élete
1644–től 1652-ig a franekeri, deventeri és leideni egyetemeken tanult. Franekerben Kloppenburgius János alatt vitatkozott Krisztus istenségéről Smaltzius ellen. Hazájába visszatérve Kolozsvárott lett iskolarektor, később református másodlelkész. A II. Rákóczi György uralkodásának végén bekövetkezett zavaros állapotok alatt, 1664 körül elment a városból, és Zilahra költözött. Ezt követően készítette elő kiadásra korábban elmondott prédikációit.
Munkásságára a presbiterianizmus ellenzése jellemző. 1649-ben Kolozsváron az egyházi főgondnok Váradi Miklós mellett szerepet játszott Gidófalvi János, Csaholczi János, és Tótfalusi István presbiteri felfogású lelkészek eltávolításában. Apáczai Csere Jánossal is összeveszett, amit a filozófus így panaszolt fel Geleji Katona István espereshez írott levelében: „Bántódásom is nagyon vagyon, a miá' a kevély Bátai (György lelkész) miá'. Tellyességgel azon vagyon, mint kevés böcsületecskémben megkárosíthasson. Vasárnap a (professzori) titulusért erősen ki praedicála.”
Végrendeletében könyveit részben a kolozsvári református kollégiumra hagyta.

## Munkái
- Disputatio praeliminaris de divinitate Jesu Christi. Franequerae, 1652.
- Az Isten kegyelmében lévő ember megismeréséről. Szeben, 1665.
- Az istenfélő ember könyörgésére való választétel. Szeben, 1665.
- Lydius S. Scripturae lapis, Lelki próbakő. Szeben, 1666.
- Meta electorum. Választottak tárgya. Szeben, 1666.